# Anthaxia dimidiata
Anthaxia dimidiata es una especie de escarabajo del género Anthaxia, familia Buprestidae. Fue descrita científicamente por Thunberg en 1789.